# 1970-ті в музиці
У 1970-ті роки продовжують свій розвиток такі музичні напрямки як рок, кантрі та реггі а також починають розвиватися glam rock, alternative pop, джаз-рок, progressive rock, панк-рок, та диско.
Серед найпопулярніших рок-гуртів — Black Sabbath, The Rolling Stones, Led Zeppelin, Queen, Deep Purple, Kiss, Pink Floyd; у стилі диско — Village People та Bee Gees, у стилі реггі — Боб Марлі та the Wailers. Перший з них, у альбомі котрий вийшов символічної днини, започатковує важкий метал.
Широку популярність отримує фанк, представлений такими гуртами як Earth, Wind and Fire, Sly та іншими. Міжнародне визнання отримує австралійський гурт AC/DC. Перемога групи ABBA на Євробаченні в 1974 році ознаменувала відкриття стилю Європоп (англ. Europop) у музиці.
З початком 70-х років до масової культури входить електронна музика. В середині 70-х кристалізуються перші чисто електронні течії, спочатку в авангардному напрямку. В 1974 в Англії виникає напрямок Індастріал, що пізніше розгалужується на безліч течій.
У 1975—1978 роках Браян Іно у своїй діяльності і записах визначає та просуває поняття ембієнт на окреслення музики, що імітує або відтворює природні оточуючі звуки. Тоді ж традиційні електронні техніки адаптуються до андеграундової танцювальної музики; народжується традиція семплінгу, що використовує техніку відтворення гри виконавців — інструменталістів у запису. З'являються такі напрямки як даб, хіп-хоп, Нова хвиля.
В академічній музиці 1970-тих років все наявніше виступають ознаки постмодерну. В композиторській творчості частіше зустрічаються техніка цитування (зокрема в 15-й симфонії Дмитра Шостаковича, в 1-й симфонії Шнітке та інших). Багато композиторів-авангардистів 1960-х років поступово відмовляються від традиційних технік авангарду, орієнтуючись на споглядальну постмодерністичну парадигму, характерне звернення до минулих епох. Серед них — Валентин Сильвестров, Арво Пярт, Гія Канчелі та інші. Виділяється окремий музичний напрямок — мінімалізм, що орієнтується на повторювані звукові структури і будує твір радше навколо часової характеристики, аніж гармонічної; при цьому активно використовується індійська музика. До композиторів цієї течії належать Філіп Гласс, Стів Райх, Джон Адамс.

## 1970
Події:
- розпад гурту «The Beatles»

Нагороди:
- Премія Греммі

Народились:
- 9 січня — Лара Фабіан, бельгійська і канадська співачка сопрано
- 15 січня — Ганнес Раффаседер, австрійський композитор, звукоінженер
- 16 січня — Сергій Я́рунський, український композитор, диригент
- 9 березня — Шеннон Лето, американський рок-музикант, ударник альтернативного рок-гурту «30 Seconds to Mars»
- 6 квітня — Білик Ірина Миколаївна, українська співачка, Народна артистка України
- 19 квітня — Луїс Міґель, мексиканський співак
- 7 червня — Евен Йохансен (відомий як Magnet), норвезький співак, поет та композитор
- 11 червня — Рудницька Анжеліка Миколаївна, українська співачка, віце-президент мистецької агенції «Територія А», заслужена артистка України
- 16 червня — Бурмака Марія Вікторівна, українська співачка, Народна артистка України
- 19 червня — Антоніс Ремос, грецький поп-співак, бізнесмен, президент футбольного клубу «Іракліс» міста Салоніки
- 21 червня — Чубай Тарас Григорович, український рок-співак, композитор, лідер гурту «Плач Єремії»
- 23 червня — Ян Тірсен, французький музикант і композитор-мінімаліст
- 25 червня — Роопе Латвала, фінський гітарист (гурти Children of Bodom та Sinergy)
- 8 липня — Бек Гансен, американський музикант, поет-пісенник і мультиінструменталіст, більш відомий як Beck
- 24 липня — Дженніфер Лопес, американська акторка та співачка
- 12 серпня — Корі Вудс (відомий як Raekwon), американський репер
- 20 серпня — Фред Дерст, американський вокаліст, найвідоміший як засновник нью-метал-гурту Limp Bizkit
- 8 вересня — Маріуш Щерскі, польський роковий музикант, вокаліст гурту «Honor»
- 10 вересня — Маурісіу Маньєрі, бразильський музикант і виконавець стилю соул
- 31 жовтня — Войнаровська Олена Павлівна, українська російськомовна співачка, композитор, автор пісень та віршів, засновниця гурту Flëur
- 14 грудня — Анна Марія Йопек, польська співачка, музикант і продюсер
- 18 грудня — Ерл Сімонс (відомий як DMX), хіп-хоп виконавець

Твори:
- Дмитро Шостакович — 13-й струнний квартет
- Вітольд Лютославський — віолончельний концерт
- Володимир Івасюк написав одну з найвідоміших своїх пісень — Водограй

Померли:
- 24 квітня — Отіс Спенн, американський блюзовий піаніст та співак
- 20 травня — Гончаров Петро Григорович, український хоровий диригент, композитор
- 18 вересня — Джимі Хендрікс, американський гітарист, співак і композитор, найкращий гітарист світу за версією журналу Rolling Stone
- 1 жовтня — Іванов Андрій Олексійович, український і російський співак (баритон), народний артист СРСР
- 4 жовтня — Дженіс Лін Джоплін, американська співачка, одна з найвидатніших вокалісток у рок-музиці
- 19 листопада — Юдіна Марія Веніамінівна, радянська піаністка
- листопад — Валері Родвей, гаянська композиторка

## 1971
Події:
- Розквіт прогресивного року у творчості таких гуртів як Genesis («Nursery Cryme»), Deep Purple («Fireball»), Electric Light Orchestra та ін.

Нагороди:
- Премія Греммі
- Шевченківська премія: Лисик Євген Микитович, художник-постановник, Луців Юрій Олексійович, диригент-постановник, Лятошинський Борис Миколайович, композитор, Смолич Дмитро Миколайович, режисер-постановник — за оперу «Золотий обруч» у Львівському державному академічному театрі опери та балету імені І. Франко.

Народились:
- Джаред Лето, соліст гурту «30 seconds to Mars»

Твори:
- Дмитро Шостакович — 15-а симфонія
- Іван Карабиць — «Сад божественних пісень» на вірші Г.Сковороди
- Ендрю Ллойд Уеббер — рок-опера «Ісус Христос — суперзірка»

Померли:
- Ігор Стравінський, російський композитор
- Луї Армстронг, американський джазовий музикант

## 1972
Нагороди:
- Премія Греммі
- Шевченківська премія:
  - Кондратюк Микола Кіндратович, співак — за концертні програми 1969—1971 років
  - Мірошниченко Євгенія Семенівна, співачка, за виконавську діяльність 1970—1971 років
  - Петриненко Діана Гнатівна, співачка — за концертні програми 1969—1971 років

Народились:
- 19 березня — Фоменко Сергій Миколайович (Фома), фронтмен та лідер-вокаліст гурту «Мандри»

Твори:
- Дьордь Лігеті — подвійний концерт для флейти, гобою і оркестру

## 1973
Нагороди:
- Премія Греммі
- Шевченківська премія: Гнатюк Дмитро Михайлович, співак, за виконавську діяльність 1971—1972 років

Твори:
- Дмитро Шостакович — струнний квартет № 14
- Валентин Сильвестров — «дитяча музика» для фортепіано
- Кшиштоф Пендерецький — симфонія № 1

Померли:
- Ніно Браво, іспанській співак

## 1974
Події:
- У Великій Британії виникає напрямок індастріал
- Перемога гурту «ABBA» на Євробаченні ознаменувала відкриття стилю європоп у музиці

Нагороди:
- Премія Греммі
- Шевченківська премія: Штогаренко Андрій Якович — за симфонію № 3 («Київську»)

Народились:
- Мег Вайт — американська музикантка та співачка, найбільш відома як барабанщиця «The White Stripes»
- Євген Гапон — мультиінструменталіст, композитор та вокаліст. Засновник Nokturnal Mortum

Твори:
- Дмитро Шостакович — струнний квартет № 15
- Альфред Шнітке — симфонія № 1
- Валентин Сильвестров — струнний квартет № 1
- Іван Карабиць — симфонія № 1 «5 пісень про Україну»

Померли:
- Дюк Елінгтон, джазмен
- Паудль Ісоульфссон, композитор, органіст, музичний педагог і диригент

## 1975
Події:
- Браян Іно засновав напрямок ембієнт

Нагороди:
- Премія Греммі
- Шевченківська премія:
  - Білаш Олександр Іванович, композитор
  - Голенко Майя Федорівна, бандуристка, Гриценко Тамара Олександрівна, бандуристка, Писаренко Ніна Дмитрівна, бандуристка — за концертні програми 1973—1974 років

Твори:
- Дмитро Шостакович — соната для альта і фортепіано
- Вітольд Лютославський — Les Espaces du Sommeil
- Альфред Шнітке — Реквієм
- Генрик Миколай Гурецкі — 3-я симфонія

Померли:
- Дмитро Шостакович
- Корнель Кіріак

## 1976
Події:
- Хард-рок та Хеві-метал отримує популярність у творчості таких гуртів як Aerosmith («Rocks»), AC/DC («High Voltage»), Boston та інших

Нагороди:
- Премія Греммі
- Шевченківська премія:
  - Байко Даниїла Яківна, Байко Марія Яківна, Байко Ніна Яківна, співачки, за концертні програми 1973—1975 років
  - Венедиктов Лев Миколайович, хормейстер, Загребельний Олександр Миколайович, виконавець головної партії, Колесник Євдокія Василівна, виконавиця головної партії, Симеонов Костянтин Арсенійович, диригент-постановник, Шостакович Дмитро Дмитрович, композитор (посмертно) — за оперу «Катерина Ізмайлова» у Державному академічному театрі опери та балету України імені Т. Шевченка

Народились:
- Роман Саєнко (2 березня) — виконавець та засновник відомих метал проєктів, зокрема Hate Forest та Drudkh
- Аманда Палмер (30 квітня) —  американська співачка, авторка пісень, музикантка.

Твори:
- Валентин Сильвестров — симфонія № 4
- Іван Карабиць — 24 прелюдії для фортепіано

## 1977
Події:
- Альбом «Never Mind The Bollocks Here's The Sex Pistols» гурту «The Sex Pistols» відкрив еру панк-року

Нагороди:
- Премія Греммі
- Шевченківська премія:
  - Баженов Анатолій Іванович, скрипаль, Краснощок Леонтій Антонович, віолончеліст, Скворцов Борис Дмитрович, скрипка, Холодов Юрій Борисович, альт — за концертні програми струнного квартету імені М. Лисенка 1974—1976 років
  - Станкович Євген Федорович — за симфонію № 3 («Я стверджуюсь»)

Народились:
- 5 грудня — Домінік Говард, учасник гурту Muse.

Твори:
- Дьордь Лігеті — опера «Великий мрець»
- Арво Пярт — Cantus in Memoriam Benjamin Britten
- Валентин Сильвестров — «Кітч-музика», «Тихі пісні»
- Іван Карабиць — 2-а симфонія

Померли:
- Левко Ревуцький, український композитор
- Елвіс Преслі, американський співак
- Яків Флієр, радянський піаніст

## 1978
Події:
- Засновано рок-гурт «Bauhaus»

Нагороди:
- Премія Греммі
- Шевченківська премія: Ареф'єв Анатолій Васильович, художник-постановник, Варивода Петро Семенович, диригент-постановник, Данькевич Костянтин Федорович, композитор, Даньшин Анатолій Андрійович, виконавець головної партії, Кіосе Василь Васильович, хормейстер, Суржина Нонна Андріївна, виконавиця головної партії, Український Микола Олексійович, виконавець головної партії — за оперу «Богдан Хмельницький» (нова редакція) у Дніпропетровському державному театрі опери і балету

Народились:
- 28 травня — Тимофій Хомяк, фронтмен гурту ВЕРТЕП
- 9 червня — Метью Белламі, фронтмен Muse.
- 2 грудня — Кріс Волстенголм, учасник гурту Muse.

Твори:
- Валентин Сильвестров — Серенада для струнних

Померли:
- Арам Хачатурян, радянський композитор

## 1979
Події:
- Альбом «Bela Lugosi's Dead» гурту Bauhaus ознаменував появу готичного року.

Випущені альбоми:
- Гурт Motörhead випустив альбоми:
  - 24 березня - альбом Overkill
  - 27 жовтня - альбом  Bomber

Нагороди:
- Премія Греммі
- Шевченківська премія:
  - Мокренко Анатолій Юрійович, співак — за концертну діяльність 1977—1978 років
  - Муравський Павло Іванович, хоровий диригент — за концертні програми з творів Леонтовича 1977—1978 років

Твори:
- Філіп Гласс — опера «Ейнштейн на пляжі».

Померли:
- Володимир Івасюк, українській пісенний композитор, загинув при загадкових обставинах